# Abu Iáia Abu Becre Axaíde
Abu Iáia Abu Becre (em árabe: أبو يحيى أبو بكر; romaniz.: Abu Iahia Abu Bakr) era neto do califa Abu Ixaque Ibraim I e governou o Reino Haféssida por apenas 17 dias em 1309. O califa Abu Asida Maomé II morreu em 1309 e, segundo com o acordo assinado por ele com seu sobrinho Abu Albaca Calide Anácer, seria proclamado califa. Os xeiques de Túnis, no entanto, elevaram Abu Iáia Abu Becre ao trono. Após 17 dias foi deposto e executado por Abu Albaca, que chegou com um exército de Bugia. Ele foi posteriormente conhecido como "Axaíde" (em árabe: الشهيد; lit. "o Mártir").